# Podestà veneti di Crema
Durante il dominio della Repubblica di Venezia, durato dal 1449 al 1797 il podestà era il governatore civile della città.

## Funzioni

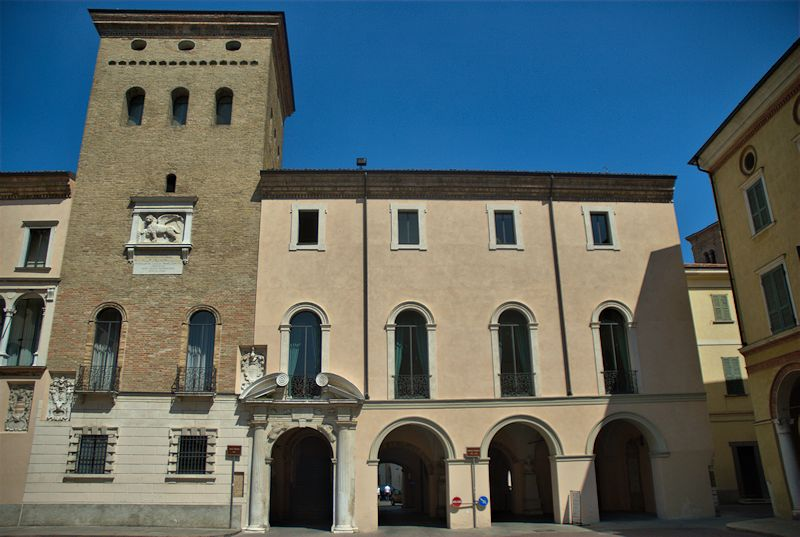
Il Palazzo pretorio, residenza dei podestà veneti

Nei reggimenti più piccoli dell'entroterra veneto, come quello di Crema, le figure di podestà e capitano erano unificate in una sola persona che aveva, quindi, potere civile militare e giudiziario sull'intera provincia.
Il podestà e capitano veniva eletto dal Maggior Consiglio di Venezia tra i membri delle più prestigiose famiglie patrizie venete e la sua carica durava generalmente sedici mesi. Era affiancato da un giudice del maleficio e da un vicario pretorio: il primo era, in pratica, un giudice penale, il secondo si occupava di questioni civili.
Le entrate pubbliche erano curate da due Camerlenghi, mentre la custodia della rocca era affidata ad un castellano. Tutte e tre le figure erano scelte tra patrizi veneti. Il governatore delle armi, invece, poteva essere anche cremasco.
Il podestà e capitano sovrintendeva un Nobile consiglio (i cui componenti erano appunto blasonati), la cui carica fino al 1519 durava tre anni, quindi a vita. Potevano entrarvi i patrizi con età superiore a 25 anni. Tra questi venivano scelti tre provveditori (con durata semestrale per due di essi, il terzo annuale) che coadiuvavano il podestà e capitano. All'interno del Nobile consiglio i membri potevano essere eletti deputati a particolari compiti (lavori pubblici, Monte di pietà, monasteri, ospedali, edilizia, ecc.).
Il podestà risiedeva nel Palazzo Pretorio.
In circostanze straordinarie il podestà poteva essere sostituito da un provveditore, un magistrato con ampi poteri nei settori militare e giudiziario.

### Il podestà e la giustizia
Al podestà spettava il compito di amministrare la giustizia: dopo aver udito la Curia (il Vicario pretorio per gli affari civili e il Giudice del maleficio per quelli penali) decretava la pena che veniva verbalizzata dal Nodaro del maleficio (sorta di cancelliere).
Le pene prevalentemente inflitte erano il bando, la berlina, la tortura (alla quale erano esenti le donne e i bambini), il carcere, la galea fino alla pena di morte; quest'ultima era l'unica sentenza che poteva essere soggetta a revisione, tutte le altre erano inappellabili.
La tortura della corda, la più comune, avveniva attraverso un apparato collocato sotto il portale che conduce a Palazzo Pretorio, mentre nel 1633 il podestà Marc'Antonio Falier la fece trasferire sotto il Torrazzo.
La pena di morte veniva eseguita fino al XVII secolo in piazza attraverso l'impiccagione; quindi in anno imprecisato si scelse un luogo prossimo alla caserma della Casazza (nei pressi dell'attuale Via Massari) che venne quindi battezzato non a caso Cantù da la furca.

## Elenco dei podestà veneti a Crema

### Dal 1449 all'invasione francese

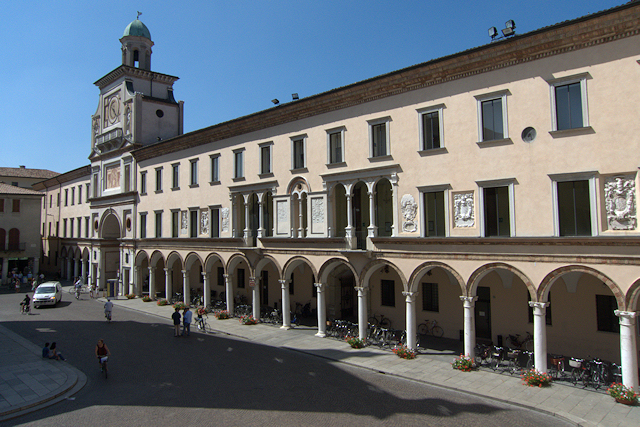
Sulla fronte del Palazzo comunale sono murati alcuni stemmi di podestà veneti del XVI e XVII secolo

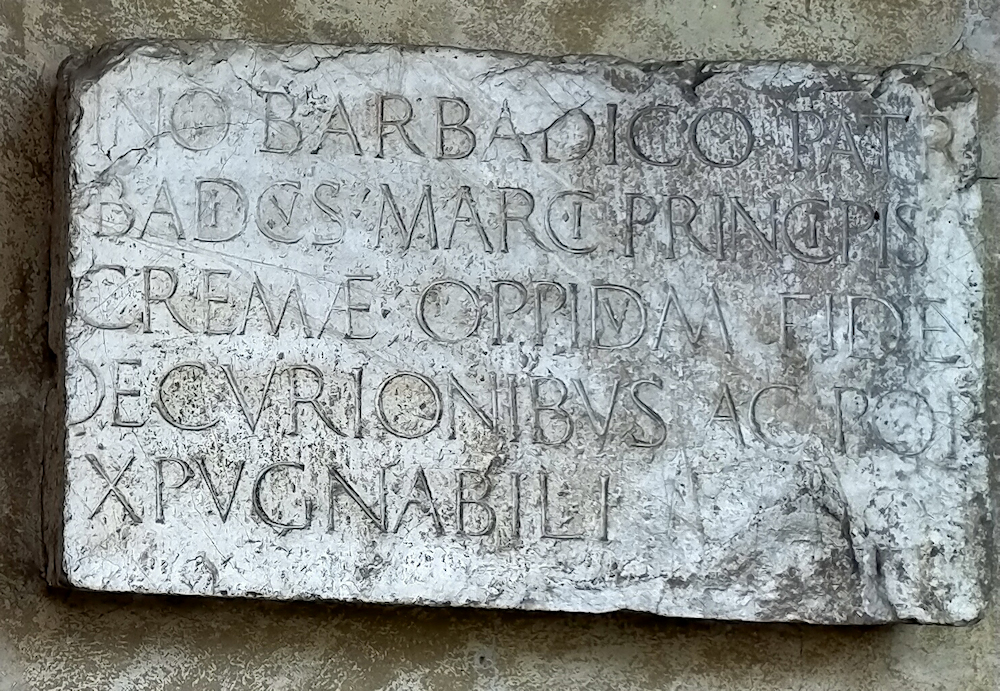
Epigrafe che cita Bernardo Barbarigo, figlio del doge Marco, podestà tra il 1487 ed il 1488, suo primo incarico politico. Crema, Museo civico di Crema e del Cremasco.

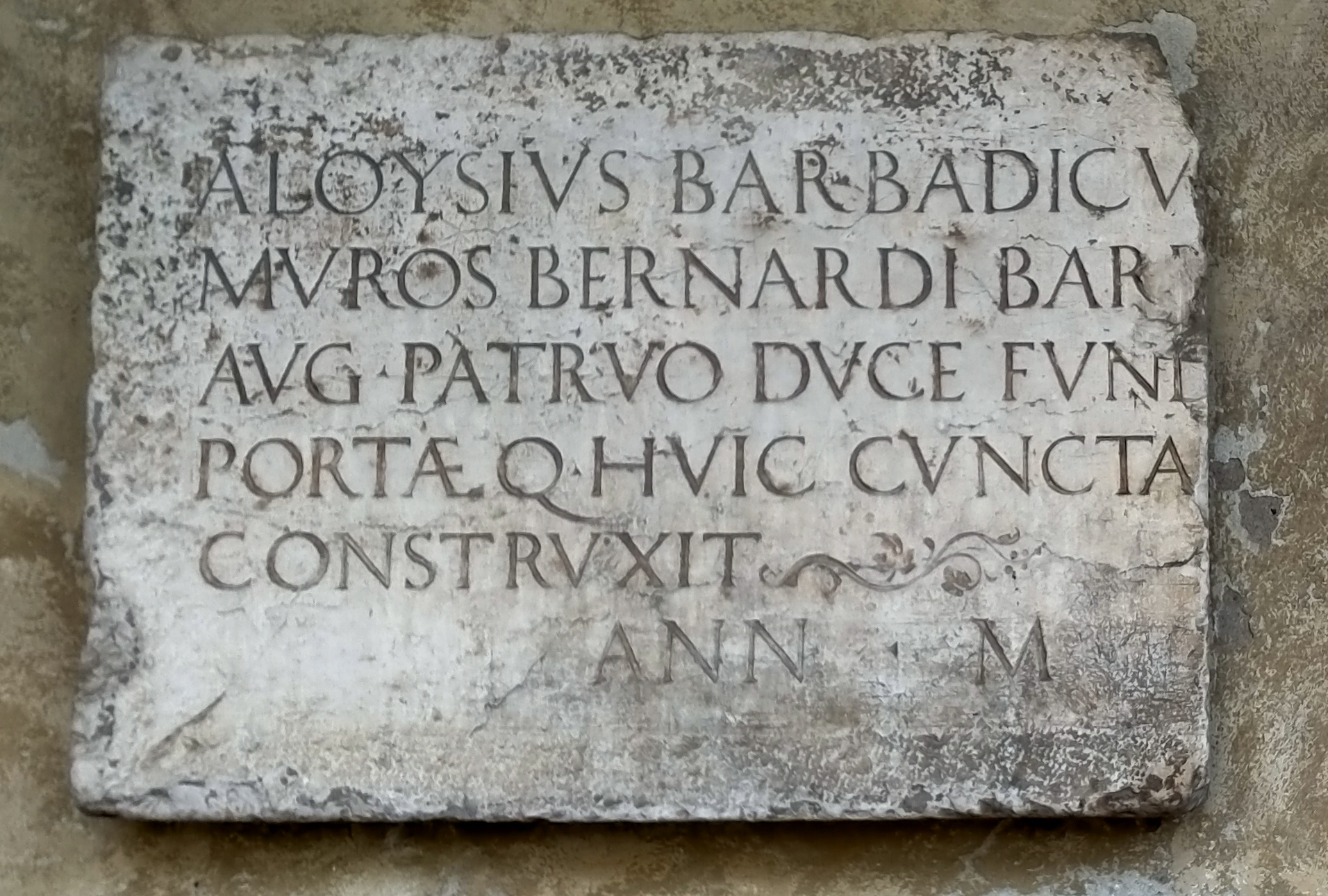
Epigrafe che cita Luigi Barbarigo, podestà tra il 1502 ed il 1504. Crema, Museo civico di Crema e del Cremasco.

| Nome e cognome                | Carica                 | dal               | al                | Note   |
| ----------------------------- | ---------------------- | ----------------- | ----------------- | ------ |
| Andrea Dandolo                | Provveditore           | 16 settembre 1449 | ottobre 1449      |        |
| Giovanni Martinengo           | Podestà e capitano     | Ottobre 1449      | gennaio 1450      |        |
| Giacom'Antonio Marcello       | Provveditore e podestà | gennaio 1450      | Febbraio 1452     |        |
| Andrea Dandolo                | Provveditore           | Febbraio 1452     | Febbraio 1455     |        |
| Paolo Morosini                | Podestà e capitano     | Febbraio 1455     | Febbraio 1455     |        |
| Luigi Bembo                   | Podestà e capitano     | 8 maggio 1457     | marzo 1460        |        |
| Andrea Marcello               | Podestà e capitano     | marzo 1460        | 25 novembre 1462  |        |
| Lazzaro Moro                  | Podestà e capitano     | 25 novembre 1462  | 2 aprile 1463     | [ 8 ]  |
| Luigi Bembo                   | Capitano di Brescia    | aprile 1463       | 26 maggio 1463    |        |
| Marino Malipiero              | Podestà e capitano     | 26 maggio 1463    | 17 marzo 1466     |        |
| Leone Molin                   | Podestà e capitano     | 17 marzo 1466     | 20 agosto 1467    | [ 8 ]  |
| Stefano Erizzo                | Capitano di Bergamo    | 17 marzo 1467     | 2 ottobre 1467    |        |
| Domenico Corner               | Podestà e capitano     | 2 ottobre 1467    | 24 giugno 1470    |        |
| Federico Corner               | Podestà e capitano     | 24 giugno 1470    | 8 ottobre 1471    |        |
| Giacomo Marcello              | Podestà e capitano     | 8 ottobre 1471    | 4 agosto 1473     |        |
| Antonio Venier                | Podestà e capitano     | 4 agosto 1473     | 23 settembre 1474 |        |
| Francesco Giustinian          | Podestà e capitano     | 23 settembre 1474 | 10 marzo 1476     |        |
| Bertucci (o Bertuzzi) Soranzo | Podestà e capitano     | 10 marzo 1476     | 8 settembre 1477  |        |
| Marcantonio Morosini          | Podestà e capitano     | 8 settembre 1477  | 2 marzo 1479      |        |
| Fantino Pesaro                | Podestà e capitano     | 2 marzo 1479      | 17 settembre 1480 |        |
| Antonio Marcello              | Podestà e capitano     | 17 settembre 1480 | 7 febbraio 1482   |        |
| Marino Lion                   | Podestà e capitano     | 7 febbraio 1482   | 17 dicembre 1483  |        |
| Bernardo Giustinian           | Podestà e capitano     | 17 dicembre 1483  | 5 dicembre 1484   |        |
| Francesco Bernardo            | Podestà e capitano     | 5 dicembre 1484   | 29 maggio 1486    |        |
| Agostino Foscarini            | Podestà e capitano     | 29 maggio 1486    | 5 marzo 1487      |        |
| Bernardo Barbarigo            | Podestà e capitano     | 5 marzo 1487      | 9 agosto 1488     |        |
| Pietro Bon                    | Podestà e capitano     | 9 agosto 1488     | 14 febbraio 1490  |        |
| Nicolò Priuli                 | Podestà e capitano     | 14 febbraio 1490  | 2 luglio 1491     | [ 9 ]  |
| Luigi Muazzo                  | Podestà e capitano     | 2 luglio 1491     | 13 dicembre 1492  |        |
| Priamo Tron                   | Podestà e capitano     | 13 dicembre 1492  | 5 giugno 1494     |        |
| Domenico Benedetti            | Podestà e capitano     | 5 giugno 1494     | 6 agosto 1495     |        |
| Francesco Basadonna           | Podestà e capitano     | 6 agosto 1495     | 15 maggio 1497    |        |
| Pietro Loredan                | Podestà e capitano     | 15 maggio 1497    | 1º luglio 1498    |        |
| Hieronimo Lion                | Podestà e capitano     | 1º luglio 1498    | 24 novembre 1499  |        |
| Hieronimo Bon                 | Podestà e capitano     | 24 novembre 1499  | 1501              |        |
| Luigi Da Mula                 | Podestà e capitano     | 1501              | 21 novembre 1502  |        |
| Luigi Barbarigo               | Podestà e capitano     | 21 novembre 1502  | 22 maggio 1504    |        |
| Gio. Paolo Gradenigo          | Podestà e capitano     | 22 maggio 1504    | 7 settembre 1505  |        |
| Andrea Trevisan               | Podestà e capitano     | 7 settembre 1504  | 20 dicembre 1506  |        |
| Andrea Magno                  | Podestà e capitano     | 20 dicembre 1506  | 18 giugno 1508    |        |
| Nicolò Pesaro                 | Podestà e capitano     | 18 giugno 1508    | 10 maggio 1509    | [ 10 ] |

#### Intermezzo francese
Durante il breve dominio francese la città fu retta dai seguenti podestà.
| Nome e cognome                 | Carica  | dal            | al                | Note |
| ------------------------------ | ------- | -------------- | ----------------- | ---- |
| Pietro Antonio de Casate       | Podestà | 23 maggio 1509 | luglio 1509       |      |
| Lodovico Gallarati             | Podestà | luglio 1509    | 17 maggio 1512    |      |
| Gio Giacomo conte di Gambarana | Podestà | 17 maggio 1512 | 18 settembre 1512 |      |

### XVI secolo (dal termine dell'invasione francese)

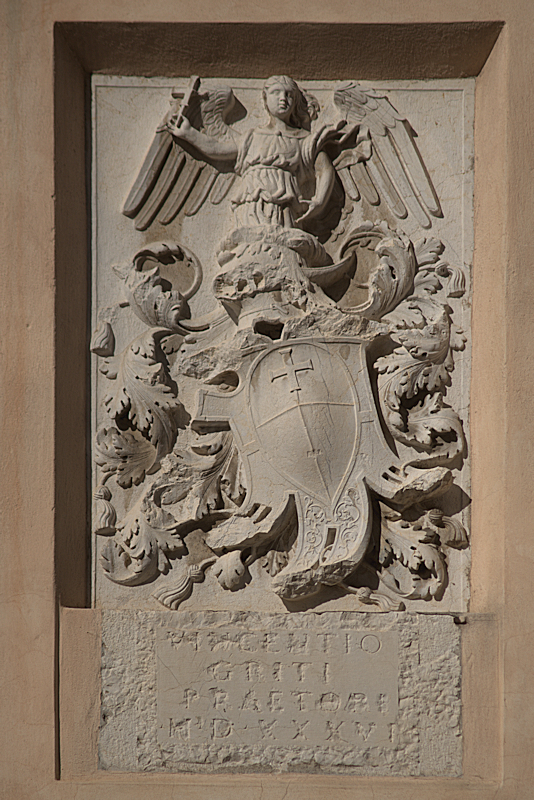
Stemma della famiglia Gritti

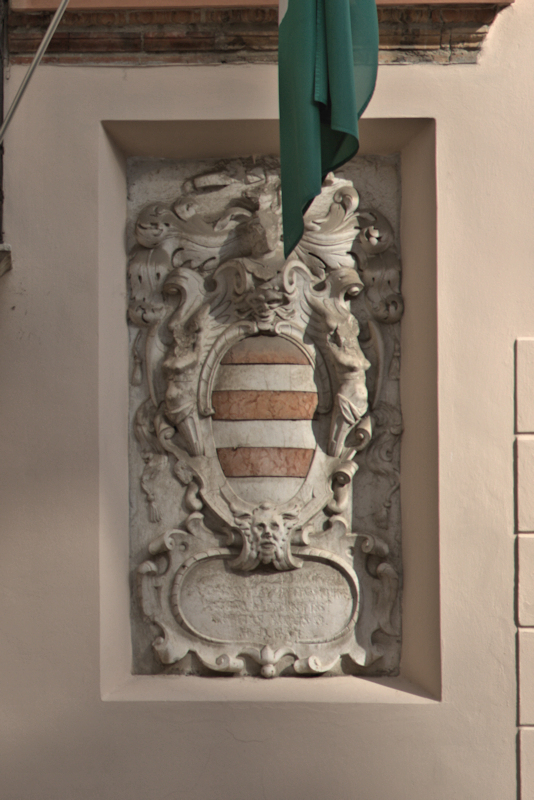
Stemma della famiglia Venier

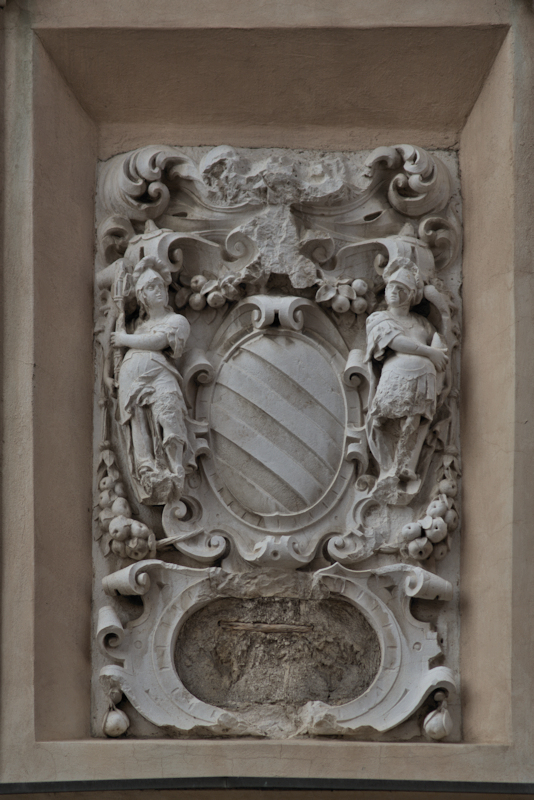
Stemma della famiglia Zeno

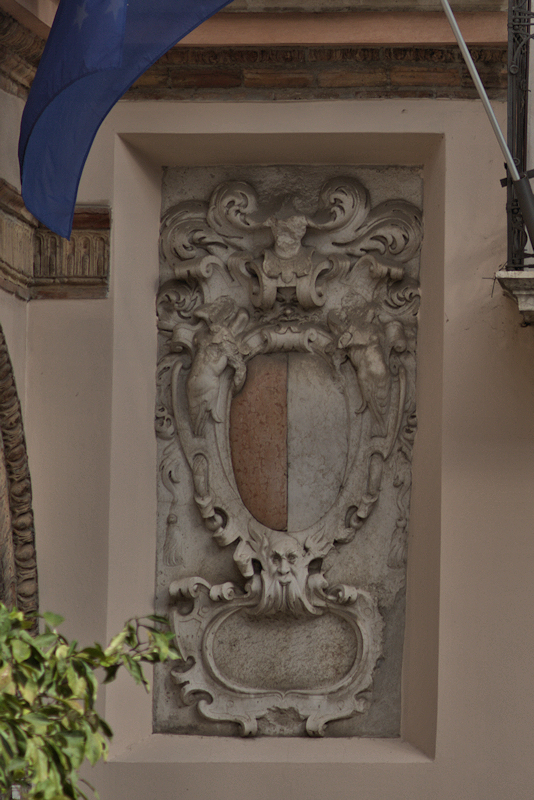
Stemma della famiglia Bon

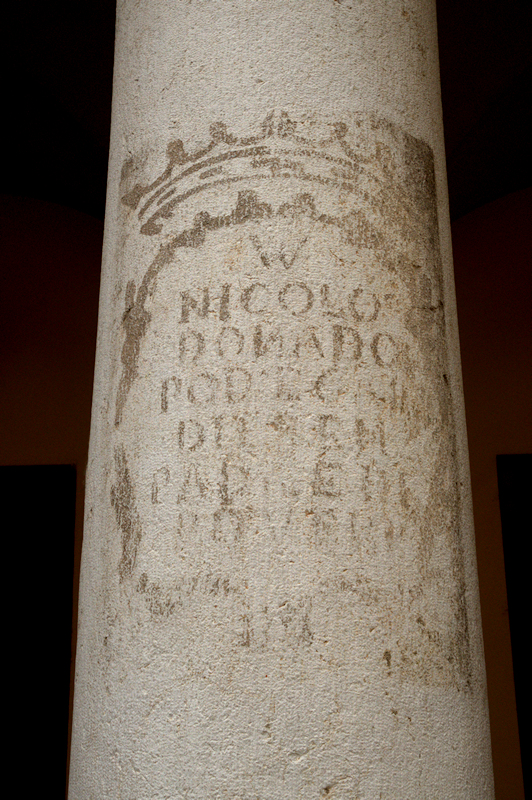
Scritta che inneggia al podestà Nicolò Donado (Donà), su una delle colonne del Palazzo comunale

| Nome e cognome          | Carica              | dal               | al                | Note         |
| ----------------------- | ------------------- | ----------------- | ----------------- | ------------ |
| Nicolò Pesaro           | Provveditore        | Agosto 1512       | gennaio 1513      | [ 8 ]        |
| Bartolomeo Contarini    | Podestà e capitano  | 20 gennaio 1513   | 6 novembre 1515   |              |
| Zaccaria Loredan        | Podestà e capitano  | 6 novembre 1513   | 24 agosto 1517    |              |
| Federico Renier         | Podestà e capitano  | 24 agosto 1517    | 27 febbraio 1519  |              |
| Marino Corner           | Podestà e capitano  | 27 febbraio 1519  | 20 maggio 1520    |              |
| Andrea Foscolo          | Podestà e capitano  | 20 maggio 1520    | 20 luglio 1522    |              |
| Luigi Foscari           | Podestà e capitano  | 20 luglio 1522    | 6 giugno 1524     |              |
| Giovanni Moro           | Podestà e capitano  | 6 giugno 1524     | 10 agosto 1525    |              |
| Pietro Boldù            | Podestà e capitano  | 10 agosto 1525    | 11 novembre 1526  |              |
| Andrea Loredan          | Podestà e capitano  | 11 novembre 1526  | 11 marzo 1528     |              |
| Luca Loredan            | Podestà e capitano  | 11 marzo 1528     | 25 novembre 1529  |              |
| Filippo Tron            | Podestà e capitano  | 25 novembre 1529  | 15 marzo 1531     |              |
| Antonio Badoer          | Podestà e capitano  | 15 marzo 1531     | 18 settembre 1532 |              |
| Pietro Pesaro           | Podestà e capitano  | 18 settembre 1532 | 1º febbraio 1534  |              |
| Gio. Antonio Venier     | Podestà e capitano  | 1º febbraio 1534  | 6 giugno 1535     |              |
| Vincenzo Gritti         | Podestà e capitano  | 6 giugno 1535     | 9 ottobre 1536    | [ 12 ]       |
| Gio. Alvigi Soranzo     | Podestà e capitano  | 9 ottobre 1536    | 7 febbraio 1538   |              |
| Marco Morosini          | Podestà e capitano  | 7 febbraio 1538   | 23 giugno 1539    |              |
| Lorenzo Salamon         | Podestà e capitano  | 23 giugno 1539    | 25 ottobre 1540   |              |
| Donato Malipiero        | Podestà e capitano  | 25 ottobre 1540   | 28 febbraio 1542  |              |
| Tomaso Michiel          | Podestà e capitano  | 28 febbraio 1542  | Gennaio 1543?     | [ 8 ] [ 13 ] |
| Ermolao Barbaro         | Capitano di Bergamo | Gennaio 1543?     | 14 aprile 1543    |              |
| Lorenzo Da Mula         | Podestà e capitano  | 4 aprile 1543     | 13 aprile 1544    |              |
| Luigi Gritti            | Podestà e capitano  | 13 aprile 1544    | 20 gennaio 1546   |              |
| Francesco Diedo         | Podestà e capitano  | 20 gennaio 1546   | 1º maggio 1547    |              |
| Giacomo Barbo           | Podestà e capitano  | 1º maggio 1547    | 3 settembre 1548  |              |
| Gio. Francesco Barbo    | Podestà e capitano  | 3 settembre 1548  | 9 febbraio 1550   | [ 14 ]       |
| Marco Basadonna         | Podestà e capitano  | 9 febbraio 1550   | 23 maggio 1551    |              |
| Gio.Francesco Memo      | Podestà e capitano  | 23 maggio 1551    | 21 settembre 1552 |              |
| Luigi Mocenigo          | Podestà e capitano  | 21 settembre 1552 | 13 febbraio 1554  | [ 15 ]       |
| Bernardo Sagredo        | Podestà e capitano  | 13 febbraio 1554  | 16 giugno 1555    |              |
| Francesco Bernardo      | Podestà e capitano  | 16 giugno 1555    | 25 ottobre 1556   |              |
| Costantino Priuli       | Podestà e capitano  | 25 ottobre 1556   | 1º maggio 1558    |              |
| Andrea Badoer           | Podestà e capitano  | 1º maggio 1558    | 30 luglio 1559    |              |
| Nicolò Gabrielli        | Podestà e capitano  | 30 luglio 1559    | 22 settembre 1560 |              |
| Andrea Bernardo         | Podestà e capitano  | 22 settembre 1560 | 30 aprile 1562    |              |
| Pietro Venier           | Podestà e capitano  | 30 aprile 1562    | 10 giugno 1563    |              |
| Leonardo Pesaro         | Podestà e capitano  | 10 giugno 1563    | 12 marzo 1564     |              |
| Guido Morosini          | Podestà e capitano  | 12 marzo 1564     | 29 aprile 1565    |              |
| Gio. Battista Querini   | Podestà e capitano  | 29 aprile 1565    | 22 settembre 1566 |              |
| Domenico Moro           | Podestà e capitano  | 22 settembre 1566 | 17 marzo 1568     |              |
| Pietro Foscari          | Podestà e capitano  | 17 marzo 1568     | 12 giugno 1569    |              |
| Gio. Battista Foscarini | Podestà e capitano  | 12 giugno 1569    | 23 settembre 1570 |              |
| Marc'Antonio Corner     | Podestà e capitano  | 23 settembre 1570 | agosto 1571       | [ 8 ]        |
| Marco Corner            | Podestà e capitano  | 16 agosto 1571    | 5 aprile 1573     |              |
| Nicolò Salamon          | Podestà e capitano  | 5 aprile 1573     | 30 maggio 1574    |              |
| Giovanni Zen            | Podestà e capitano  | 30 maggio 1574    | 6 novembre 1575   |              |
| Nicolò Donà             | Podestà e capitano  | 6 novembre 1575   | 5 maggio 1577     |              |
| Lorenzo Priuli          | Podestà e capitano  | 5 maggio 1577     | 7 settembre 1578  |              |
| Gio. Domenico Cicogna   | Podestà e capitano  | 7 settembre 1578  | 24 aprile 1580    |              |
| Marin Gradenigo         | Podestà e capitano  | 24 aprile 1580    | Luglio 1580       | [ 8 ]        |
| Bernardo Nani           | Capitano di Bergamo | luglio 1580       | 9 ottobre 1580    |              |
| Federico Sanudo         | Podestà e capitano  | 9 ottobre 1580    | 28 maggio 1581    |              |
| Pietro Cappello         | Podestà e capitano  | 28 maggio 1581    | 21 novembre 1582  |              |
| Pietro Zane             | Podestà e capitano  | 21 novembre 1582  | 20 maggio 1584    | [ 16 ]       |
| Nicolò Dolfin           | Podestà e capitano  | 20 maggio 1584    | 20 dicembre 1585  |              |
| Andrea Dandolo          | Podestà e capitano  | 20 dicembre 1585  | 20 luglio 1587    |              |
| Tommaso Morosini        | Podestà e capitano  | 20 luglio 1587    | 26 giugno 1588    |              |
| Girolamo Pesaro         | Podestà e capitano  | 26 giugno 1588    | 16 maggio 1590    |              |
| Luigi Mocenigo          | Podestà e capitano  | 16 maggio 1590    | 5 agosto 1591     | [ 8 ]        |
| Luigi Salamon           | Capitano di Bergamo | Agosto 1591       | 11 settembre 1591 |              |
| Nicolò Vendramin        | Podestà e capitano  | 11 settembre 1591 | 11 luglio 1593    | [ 17 ]       |
| Tommaso Contarini       | Podestà e capitano  | 11 luglio 1593    | 29 gennaio 1595   |              |
| Giovanni Mocenigo       | Podestà e capitano  | 29 gennaio 1595   | 23 novembre 1597  |              |
| Nicolò Bon              | Podestà e capitano  | 23 novembre 1597  | 18 aprile 1599    |              |
| Marco Bragadin          | Podestà e capitano  | 18 aprile 1599    | 3 settembre 1600  |              |

### XVII secolo

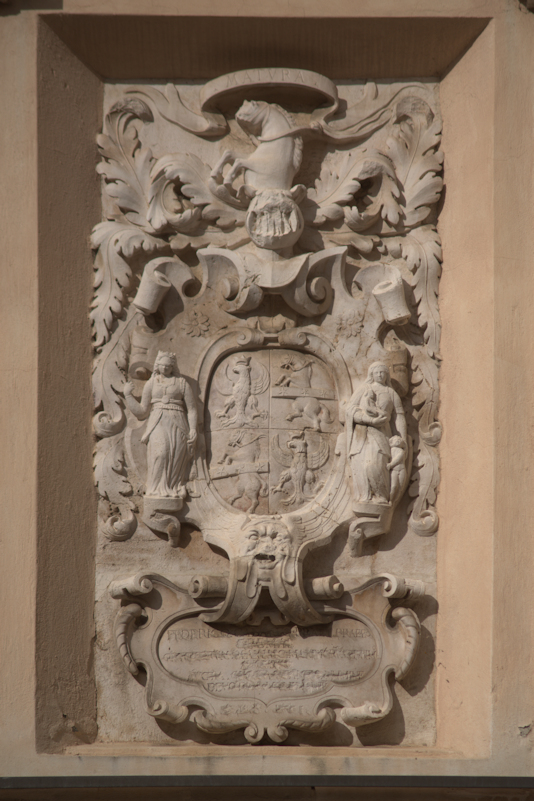
Stemma della famiglia Cavalli

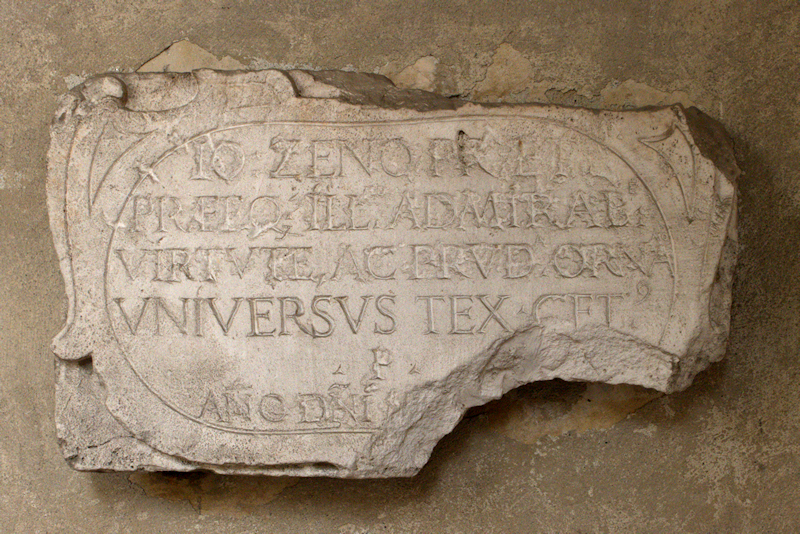
Epigrafe celebrativa mutila del podestà Giovanni Zen, 1616÷1618 circa. Crema, Museo civico di Crema e del Cremasco

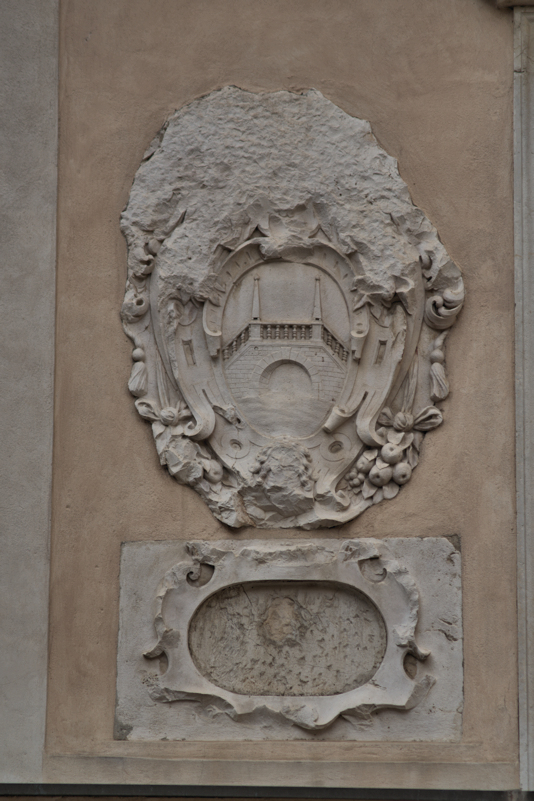
Stemma della famiglia Da Ponte

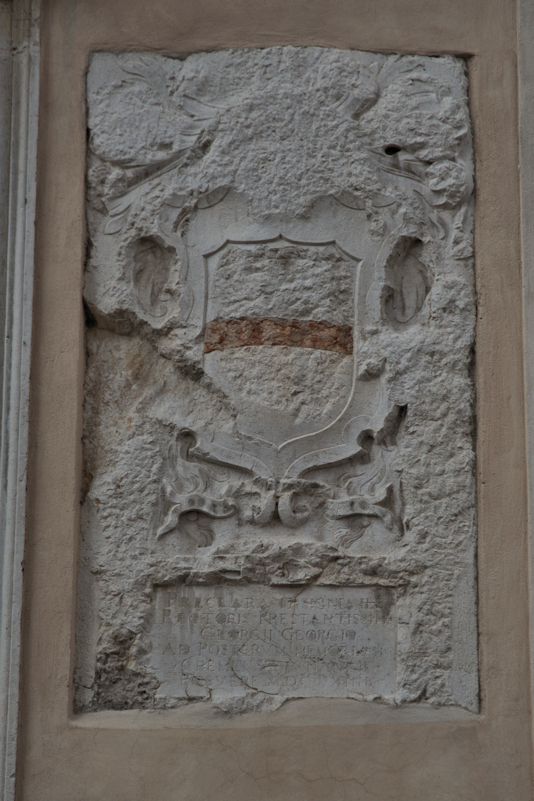
Stemma della famiglia Zorzi

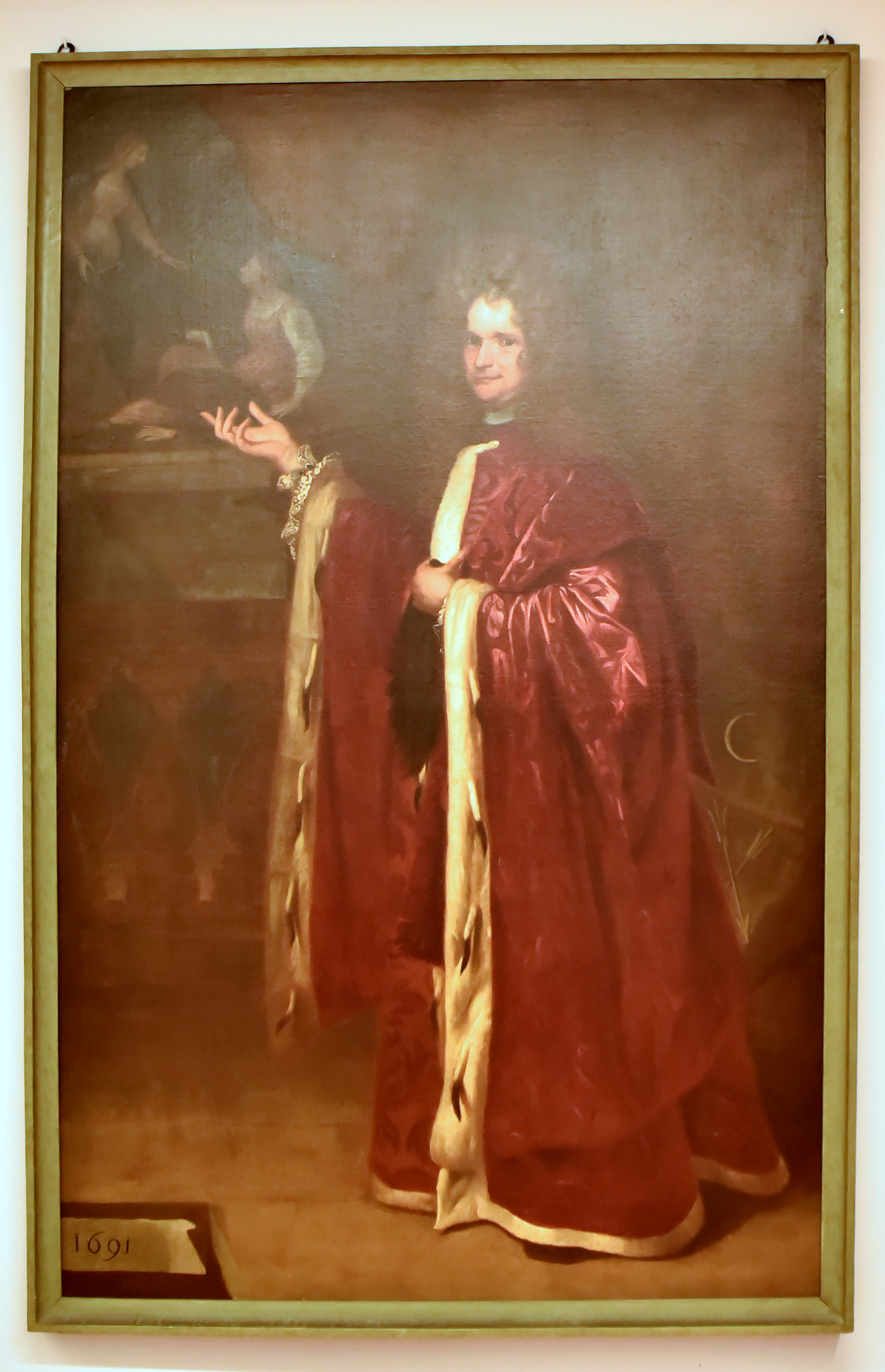
Vittore Ghislandi, detto fra' Galgario. Ritratto del podestà Filippo Farsetti, 1691, olio su tela, Crema, Museo civico di Crema e del Cremasco

| Nome e cognome            | Carica                     | dal               | al                | Note   |
| ------------------------- | -------------------------- | ----------------- | ----------------- | ------ |
| Andrea Da Mula            | Podestà e capitano         | 3 settembre 1600  | 22 marzo 1602     |        |
| Marco Costanzo Garzoni    | Podestà e capitano         | 22 marzo 1602     | 24 agosto 1603    |        |
| Massimo Valier            | Podestà e capitano         | 24 agosto 1603    | 20 marzo 1605     |        |
| Francesco Venier          | Podestà e capitano         | 20 marzo 1605     | 22 ottobre 1606   |        |
| Filippo Bon               | Podestà e capitano         | 22 ottobre 1606   | 29 giugno 1608    |        |
| Raniero Zen               | Podestà e capitano         | 29 giugno 1608    | 4 luglio 1610     |        |
| Francesco Zen             | Podestà e capitano         | 4 luglio 1610     | 26 agosto 1612    |        |
| Pietro Cappello           | Podestà e capitano         | 26 agosto 1612    | 3 luglio 1614     |        |
| Federico Cavalli          | Podestà e capitano         | 3 luglio 1614     | 16 marzo 1616     | [ 18 ] |
| Giovanni Zen              | Podestà e capitano         | 16 marzo 1616     | 13 luglio 1618    | [ 19 ] |
| Antonio Da Ponte          | Podestà e capitano         | 13 luglio 1618    | 1º giugno 1620    | [ 20 ] |
| Marco Zen                 | Podestà e capitano         | 1º giugno 1620    | 24 febbraio 1622  |        |
| Marc'Antonio Morosini     | Podestà e capitano         | 24 febbraio 1622  | 2 luglio 1623     |        |
| Giorgio Zorzi             | Podestà e capitano         | 2 luglio 1623     | 9 dicembre 1624   | [ 21 ] |
| Giovanni Malipiero        | Podestà e capitano         | 9 dicembre 1624   | 27 aprile 1626    |        |
| Antonio Longo             | Podestà e capitano         | 27 aprile 1626    | 15 settembre 1627 |        |
| Girolamo Venier           | Podestà e capitano         | 15 settembre 1627 | 18 febbraio 1629  |        |
| Marc'Antonio Tiepolo      | Podestà e capitano         | 18 febbraio 1629  | 30 giugno 1630    |        |
| Giovanni Molin            | Podestà e capitano         | 30 giugno 1630    | 12 ottobre 1631   |        |
| Zaccaria Balbi            | Podestà e capitano         | 12 ottobre 1631   | 17 aprile 1633    |        |
| Marc'Antonio Falier       | Podestà e capitano         | 17 aprile 1633    | 17 settembre 1634 |        |
| Gio. Francesco Grimani    | Podestà e capitano         | 17 settembre 1634 | 17 settembre 1636 |        |
| Andrea Gabrielli          | Podestà e capitano         | 17 settembre 1636 | 7 ottobre 1637    |        |
| Vincenzo Riva             | Podestà e capitano         | 7 ottobre 1637    | 13 marzo 1639     |        |
| Marin Badoer              | Podestà e capitano         | 13 marzo 1639     | 19 agosto 1640    |        |
| Francesco Minotto         | Podestà e capitano         | 19 agosto 1640    | 22 dicembre 1641  |        |
| Pietro Canal              | Podestà e capitano         | 22 dicembre 1641  | 10 maggio 1643    |        |
| Alessandro Bollani        | Podestà e capitano         | 10 maggio 1643    | 25 settembre 1644 |        |
| Giacomo Foscarini         | Podestà e capitano         | 25 settembre 1644 | 25 febbraio 1646  |        |
| Francesco Valier          | Podestà e capitano         | 25 febbraio 1646  | 21 luglio 1647    |        |
| Giovanni Contarini        | Podestà e capitano         | 21 luglio 1647    | 29 novembre 1648  |        |
| Zaccaria Bernardo         | Podestà e capitano         | 29 novembre 1648  | 30 aprile 1650    |        |
| Bernardo Valier           | Podestà e capitano         | 30 aprile 1650    | 10 agosto 1651    |        |
| Ottaviano Gritti          | Podestà e capitano         | 10 agosto 1651    | 3 dicembre 1652   |        |
| Angelo Bollani            | Podestà e capitano         | 3 dicembre 1652   | 26 aprile 1654    |        |
| Ottaviano Contarini       | Podestà e capitano         | 26 aprile 654     | 2 aprile 1656     |        |
| Antonio Alvise Marcello   | Podestà e capitano         | 2 aprile 1656     | 5 agosto 1657     |        |
| Marc'Antonio Mocenigo     | Podestà e capitano         | 5 agosto 1657     | 23 dicembre 1658  |        |
| Gio. Arsenio Donà         | Podestà e capitano         | 23 dicembre 1658  | 8 maggio 1660     |        |
| Francesco Cappello        | Podestà e capitano         | 8 maggio 1660     | 28 agosto 1661    |        |
| Francesco Querini         | Podestà e capitano         | 28 agosto 1661    | 19 febbraio 1663  |        |
| Agostino Marcello         | Podestà e capitano         | 19 febbraio 1663  | 22 maggio 1664    |        |
| Sebastiano Malipiero      | Podestà e capitano         | 22 maggio 1664    | 1º ottobre 1665   |        |
| Agostino Da Riva          | Podestà e capitano         | 1º ottobre 1665   | 27 febbraio 1667  |        |
| Ottavio Gabrielli         | Podestà e capitano         | 27 febbraio 1667  | 1º luglio 1668    |        |
| Pietro Magno              | Podestà e capitano         | 1º luglio 1668    | 22 maggio 1669    |        |
| Marco Malipiero           | Podestà e capitano         | 2 maggio 1669     | 3 maggio 1671     |        |
| Giulio Donà               | Podestà e capitano         | 3 maggio 1671     | 13 novembre 1672  |        |
| Marin Malipiero           | Podestà e capitano         | 13 novembre 1672  | 16 maggio 1674    | [ 22 ] |
| Vincenzo Querini          | Podestà e capitano         | 16 maggio 1674    | 5 luglio 1676     |        |
| Gio. Giacomo Farsetti     | Podestà e capitano         | 5 luglio 1676     | 4 settembre 1678  |        |
| Angelo Emo                | Podestà e capitano         | 4 settembre 1678  | 5 maggio 1680     |        |
| Antonio Zen               | Podestà e capitano         | 5 maggio 1680     | 10 agosto 1681    |        |
| Antonio Canal             | Podestà e capitano         | 10 agosto 1681    | 13 ottobre 1682   |        |
| Antonio Ottoboni          | Podestà e capitano         | 13 ottobre 1682   | 23 aprile 1684    |        |
| Baldassarre Beregan       | Podestà e capitano         | 23 aprile 1684    | 26 agosto 1685    |        |
| Carlo Vincenzo Giovanelli | Podestà e capitano         | 26 agosto 1685    | 29 gennaio 1687   |        |
| Lelio Co. Piovene         | Podestà e capitano         | 29 gennaio 1687   | 5 giugno 1688     |        |
| Giuseppe Bonvicini        | Podestà e capitano         | 5 giugno 1688     | 4 aprile 1690     |        |
| Marco Michiel             | Podestà e capitano         | 4 aprile 1690     | 5 agosto 1691     |        |
| Filippo Farsetti          | Podestà e capitano         | 5 agosto 1691     | 13 maggio 1693    |        |
| Triffon Valmarana         | Podestà e capitano         | 10 maggio 1693    | Gennaio 1694      | [ 23 ] |
| Andrea Bragadin           | Provveditore straordinario | Gennaio 1694      | Luglio 1694       |        |
| Triffon Valmarana         | Podestà e capitano         | Luglio 1694       | 27 ottobre 1694   | [ 24 ] |
| Achille Dondi Orologi     | Podestà e capitano         | 27 ottobre 1694   | 28 luglio 1696    |        |
| Pietro Rubini             | Podestà e capitano         | 28 luglio 1696    | 13 gennaio 1700   |        |

### XVIII secolo

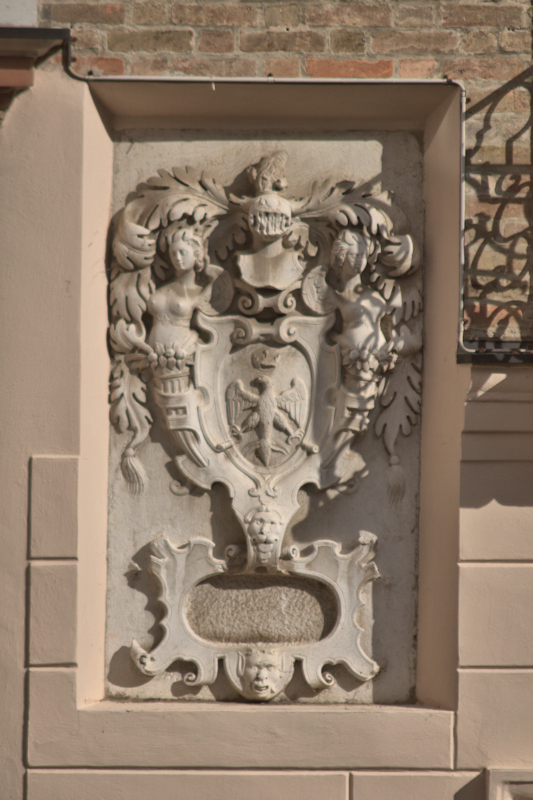
Stemma della famiglia Martinengo

| Nome e cognome                 | Carica                     | dal               | al                | Note         |
| ------------------------------ | -------------------------- | ----------------- | ----------------- | ------------ |
| Giovanni Priuli                | Podestà e capitano         | 13 gennaio 1700   | 9 aprile 1701     |              |
| Giacomo Morosini               | Provveditore straordinario | 9 aprile 1701     | 3 dicembre 1703   | [ 25 ]       |
| Gasparo De Luca                | Podestà e capitano         | 3 dicembre 1703   | 23 luglio 1707    |              |
| Pietro Zorzi Barzizza          | Podestà e capitano         | 23 luglio 1707    | 30 giugno 1709    |              |
| Lelio Martinengo               | Podestà e capitano         | 30 giugno 1709    | 30 maggio 1714    |              |
| Prospero Valmarana             | Podestà e capitano         | 30 maggio 1714    | 15 ottobre 1715   |              |
| Camillo Trevisan               | Podestà e capitano         | 15 ottobre 1715   | 14 giugno 1718    | [ 8 ] [ 26 ] |
| Flaminio Cassetti              | Podestà e capitano         | 18 giugno 1718    | 15 novembre 1719  |              |
| Gaetano Andrea Giovanelli      | Podestà e capitano         | 15 novembre 1719  | 10 febbraio 1724  |              |
| Lucio Da Riva                  | Podestà e capitano         | 10 febbraio 1724  | 11 settembre 1725 |              |
| Gabriel Bembo                  | Podestà e capitano         | 11 settembre 1725 | 19 luglio 1727    |              |
| Paolo Michiel                  | Podestà e capitano         | 19 luglio 1727    | 10 agosto 1730    |              |
| Daniel Renier                  | Podestà e capitano         | 8 febbraio 1736   | 2 luglio 1737     |              |
| Domenico Balbi                 | Podestà e capitano         | 2 luglio 1737     | 3 luglio 1739     |              |
| Gio. Antonio Trevisan          | Podestà e capitano         | 3 luglio 1739     | 14 marzo 1743     |              |
| Gaetano Dolfin                 | Podestà e capitano         | 14 marzo 1743     | 8 luglio 1745     |              |
| Lorenzo Orio                   | Podestà e capitano         | 8 luglio 1745     | 19 luglio 1750    |              |
| Girolamo Silvio Co. Martinengo | Podestà e capitano         | 19 luglio 1750    | 28 dicembre 1751  |              |
| Francesco Antonio Pasqualigo   | Podestà e capitano         | 28 dicembre 1751  | 22 maggio 1757    |              |
| Nicolò Donà                    | Podestà e capitano         | 22 maggio 1757    | 24 aprile 1759    |              |
| Gio. Battista Baseggio         | Podestà e capitano         | 24 aprile 1759    | 13 febbraio 1763  |              |
| Marin Minio                    | Podestà e capitano         | 13 febbraio 1763  | 5 marzo 1764      |              |
| Angelo Priuli                  | Podestà e capitano         | 5 marzo 1764      | 1º luglio 1768    |              |
| Daniel Balbi                   | Podestà e capitano         | 1º luglio 1768    | 23 dicembre 1769  |              |
| Angelo Giustinian              | Podestà e capitano         | 23 dicembre 1769  | 18 aprile 1771    |              |
| Giovanni Moro III              | Podestà e capitano         | 18 aprile 1771    | 22 ottobre 1772   |              |
| Francesco Co. Martinengo       | Podestà e capitano         | 22 ottobre 1772   | 12 aprile 1774    |              |
| Giovanni Moro II               | Podestà e capitano         | 12 aprile 1774    | 10 ottobre 1775   |              |
| Riccardo Balbi VI              | Podestà e capitano         | 10 ottobre 1775   | 2 giugno 1779     |              |
| Girolamo Antonio Pasqualigo    | Podestà e capitano         | 2 giugno 1779     | 4 novembre 1780   |              |
| Gio. Battista Poli             | Podestà e capitano         | 4 novembre 1780   | 11 maggio 1782    |              |
| Flaminio Corner                | Podestà e capitano         | 12 maggio 1782    | 30 novembre 1783  |              |
| Vincenzo Corner                | Podestà e capitano         | 30 novembre 1783  | 10 maggio 1785    |              |
| Giuseppe Diedo                 | Podestà e capitano         | 10 maggio 1785    | 1º novembre 1786  |              |
| Ottavio Co. Trento             | Podestà e capitano         | 1º novembre 1786  | 3 novembre 1789   |              |
| Girolamo Maria Soranzo         | Podestà e capitano         | 3 novembre 1789   | 2 giugno 1791     |              |
| Giuseppe Pizzamano             | Podestà e capitano         | 2 giugno 1791     | 15 giugno 1793    |              |
| Angelo Barbaro                 | Podestà e capitano         | 15 giugno 1793    | 28 marzo 1795     |              |
| Girolamo Foscarini             | Podestà e capitano         | 28 marzo 1795     | 28 aprile 1796    |              |
| Zan Battista Contarini         | Podestà e capitano         | 28 aprile 1796    | 28 marzo 1797     | [ 27 ]       |